# William Bell Dinsmoor
William Bell Dinsmoor Sr. (29 juillet 1886 – 2 juillet 1973) est un historien de l'architecture américain de la Grèce classique et professeur d'art et d'archéologie à l'Université Columbia.

## Biographie
Il est né le 29 juillet 1886 à Windham, dans le New Hampshire.
Dinsmoor est diplômé de l'Université Harvard avec un baccalauréat en sciences (1906). Après avoir travaillé dans un cabinet d'architecture, il rejoint l'École américaine d'études classiques d'Athènes, en Grèce, en 1908 et devient l'architecte de l'école en 1912. Dinsmoor rejoint la faculté de l'Université Columbia en 1919. En 1927-1928, il est consultant architectural pour la construction de l'intérieur d'une réplique grandeur nature en béton du Parthénon à Nashville, Tennessee. Il retourne ensuite à l'École américaine en tant que professeur d'architecture (1924-1928). Il est marié à Zillah Frances Pierce (1886–1960). Durant ses années à Athènes, il écrit son magnum opus, une édition réécrite de l'Architecture de la Grèce antique de William James Anderson (1844-1900) et Richard Phené Spiers (1838-1916) ; elle parait pour la première fois en 1927 et connait trois éditions et devient un pilier de l'enseignement de l'architecture grecque tout au long du XXe siècle. Dinsmoor est élu à la Société américaine de philosophie en 1933. En 1934, à la suite de la démission de S. Butler Murray, le département des beaux-arts de Columbia est réorganisé et Dinsmoor en devient le président. Il occupe ce poste jusqu'en 1955. Au milieu des années 1930, Dinsmoor s'engage dans un débat célèbre sur la configuration des trois phases du Parthénon avec l'éminent spécialiste de l'Acropole, Wilhelm Dörpfeld. En 1935, il est nommé professeur d'archéologie à l'Université Columbia. Entre 1936 et 1946, il est président de l'Institut archéologique américain. Pendant la Seconde Guerre mondiale, le président Franklin Delano Roosevelt nomme Dinsmoor président du Comité pour la protection des trésors culturels dans les zones de guerre. Dinsmoor est élu à l'Académie américaine des arts et des sciences en 1944. Pendant une grande partie de sa carrière, il enseigne à l’École américaine d'études classiques à Athènes. Il prend sa retraite de l'Université de Columbia en 1963. En 1969, il reçoit la médaille d'or pour ses réalisations archéologiques de l'Institut archéologique américain. Il est décédé d'un accident vasculaire cérébral alors qu'il se trouve à Athènes le 2 juillet 1973.

## Héritage
La bibliographie complète de Dinsmoor est rassemblée dans la revue Hesperia.
Dinsmoor est surtout connu pour deux œuvres majeures. Le premier d’entre eux est sa réécriture complète de L’Architecture de la Grèce antique (1927). Bien que Dinsmoor ait toujours accordé une grande part de crédit à Anderson et Spiers pour le travail accompli, la révision du livre est essentiellement une réalisation unique. Le deuxième livre est Les Archontes d'Athènes à l'époque hellénistique (1931), qui tente d'attribuer des dates absolues aux archontes éponymes de l'Athènes hellénistique. Le livre est fondamental pour la chronologie athénienne.
Son fils, William Bell Dinsmoor Jr., est également un éminent historien de l'architecture classique.